# Super Soccer
Super Soccer, conosciuto in Giappone come Super Formation Soccer (スーパーフォーメーションサッカー?, Sūpā Fōmēshon Sakkā), è un videogioco di calcio, sviluppato nel 1991 dalla Human Entertainment per il Super Nes. Pubblicato inizialmente in Giappone, fu anche distribuito nel Nord America e in Europa nel 1992.
Nel 2017, il gioco è stato incluso anche nella versione giapponese del Nintendo Classic Mini: Super Nintendo Entertainment System. Dal 2019 al 2025 il gioco è stato incluso nella raccolta di giochi disponibili per Super Nintendo tramite Nintendo Switch Online.

## Modalità di gioco
Il gioco è disputabile in tre modalità diverse (due per la versione giapponese).
- "Partita singola": consente di scegliere due squadre qualsiasi fra quelle presenti per giocare un'amichevole. L'impostazione principale prevede una sfida fra un giocatore e il computer, ma un eventuale secondo giocatore umano può unirsi alla partita o come avversario, o come alleato del primo. Inoltre, in questa modalità si può anche scegliere la durata in minuti di ciascuna frazione di gioco, indicando un valore compreso fra 1 e 99.
- "Shootout": modalità non prevista nella versione giapponese,[4] ricrea una tipica sessione di tiri di rigore, la cui vittoria è assegnata alla squadra che mette a segno il maggior numero di tentativi. Anche in questo caso, è possibile giocare sia contro la CPU, sia in multigiocatore.
- "Torneo" ("Human Cup" nella versione giapponese): la modalità principale del gioco, in cui il giocatore sceglie una qualunque fra le squadre disponibili per affrontare, una dopo l'altra, tutte le altre (ordinate in base alla loro qualità) e guidare la propria nazionale alla vittoria della Coppa del Mondo. Una volta battuta l'ultima squadra (la Germania per ognuna delle restanti 15 squadre, o l'Argentina nel caso in cui si controlli proprio la squadra tedesca), il giocatore verrà sfidato anche dal team Nintendo ("Human" nella versione originale), che dovrà obbligatoriamente sconfiggere per vincere il torneo e finire il gioco. Il completamento del torneo consente anche di ricevere un codice con cui sbloccare una versione dal maggior livello di difficoltà ("Modalità Esperto"). Ognuna delle partite giocate in questa modalità ha una durata fissa di cinque minuti per tempo. Inoltre, è possibile sfruttare dei codici segreti, indicati nella schermata del risultato finale di ogni partita, per riprendere un torneo dal punto in cui ci si era interrotti.

### Differenze fra le versioni
Oltre alla modalità "Shootout", la versione giapponese del gioco, distribuita direttamente dalla Human, e quelle destinate ai mercati americano ed europeo, la cui distribuzione è stata curata dalla Nintendo, presentano numerose differenze.
- I titoli delle due versioni differiscono, oltre che nel nome stesso, anche nel font e negli effetti grafici utilizzati. Inoltre, nella versione originale il logo della modalità esperto è scritto in caratteri kanji, anziché in inglese.
- Nella versione giapponese, il trofeo assegnato ai vincitori della modalità "Torneo" è particolarmente simile a quello della vera Coppa del Mondo, mentre nella versione occidentale ha un aspetto più generico (verosimilmente, per motivi legati al copyright).
- Mentre la grafica relativa al campo da gioco è pressoché identica, gli "sponsor" raffigurati dai cartelloni pubblicitari posti oltre la linea di fondo non lo sono: nella versione giapponese fanno riferimento alla Human, mentre nelle versioni occidentali, oltre al marchio Nintendo, si riconoscono anche i loghi del Game Boy e del videogioco Sim City, la cui versione per il SNES era allora prossima al lancio.
- Anche le sprite degli stessi calciatori sono leggermente diverse, visto che nella versione giapponese sono presenti alcuni dettagli in più.
- Nell'adattamento realizzato per i mercati occidentali, sono state apportate modifiche anche alla squadra affrontata nella sfida finale della modalità "Torneo", che hanno interessato il nome (da "Human" a "Nintendo"), lo stemma ufficiale (una H dai profili rossi in campo bianco nel primo caso; una bandiera nera con una fascia diagonale rossa nel secondo) e i nomi dei giocatori che, verosimilmente, nella versione originale si riferivano agli stessi sviluppatori del gioco.
- Nella versione originale, all'inizio di una partita, la voce registrata di uno speaker accompagna la schermata d'introduzione, riferita al calcio d'inizio ("Kick Off").
- I nomi di alcune sigle e menu che compaiono lungo il gioco riportano diciture diverse a seconda della versione utilizzata.

## Squadre disponibili
Il gioco include 16 squadre nazionali e una speciale, qui riportate in ordine crescente in base alla loro valutazione complessiva, che tiene conto di tre fattori chiave: Attacco, Difesa e Velocità.
- Belgio: è la squadra con la valutazione media più bassa dell'intero gioco e, pertanto, l'avversario meno ostico da affrontare. Il loro punto di forza è Shell, n. 7, buon centrocampista che può dare filtro all'attacco.
- Uruguay: sulla carta è lievemente migliore del Belgio, ma talvolta affrontandolo lo si trova addirittura inferiore al Belgio. Anche in questo caso il miglior giocatore è il n. 7, Cecil, buon centrocampista.
- Jugoslavia: la squadra è equilibrata nei tre settori di difesa, attacco e velocità. La punta Lajos è la loro stella.
- Colombia: col loro modulo 2-3-5 possono dare filo da torcere, squadra molto offensiva, dalla quale non è semplice rimanere a porta inviolata. Il portiere Loco (forse ispirato ad Higuita) è discreto. Rico la punta è un giocatore con il fiuto del gol. Tuttavia il loro modulo li porta ad essere molto sbilanciati in difesa e subire parecchi gol.
- Giappone: la squadra presenta la difesa più modesta e meno forte di tutto il gioco, ma vantano a centrocampo Jiro ed in attacco Yoshi, i giocatori più forti del gioco.
- Stati Uniti: squadra senza infamia e senza lode, la quale non eccelle particolarmente in area alcuna, come centrocampista offensivo spicca il n. 8 Brett. Non male anche la punta Spike, il n. 11. Balza agli occhi in panchina, il n. 13 Jason, con buone basi di attacco e difesa, ma con una velocità imbarazzante.
- Francia: la squadra non eccelle particolarmente in alcuna area, la sua stella migliore, Herve è troppo arretrato per incutere reali pericoli, ma da comunque filtro e palle gol al n. 9 Regis, attaccante che può creare qualche grattacapo.
- Irlanda: la difesa di questa squadra è semplicemente eccezionale, hanno un portiere dal nomignolo davvero azzeccato "Cortina di ferro", una difesa alla quale è complesso fare gol. L'attacco non spicca per particolari doti. Il loro punto forte è la difesa.
- Romania: squadra equilibrata e con buoni valori di base in ciascuna delle tre aree chiave.
- Camerun: hanno un approccio particolarmente aggressivo alla partita, che si riflette principalmente sulla loro abilità nei contrasti difensivi e sulla loro notevole velocità.
- Inghilterra: i suoi giocatori (soprattutto in due casi) hanno buoni valori di base in tutte e tre le aree, anche se danno leggermente più importanza alla fase difensiva.
- Paesi Bassi: tutti i suoi membri hanno valori particolarmente alti di velocità, e uno dei difensori è in grado di offrire un ottimo contributo anche in fase offensiva.
- Brasile: vantano valori medi molto alti di rapidità, che sfruttano nel momento in cui sferrano attacchi all'area avversaria, e anche a livello difensivo (nella maggior parte dei casi).
- Italia: squadra dotata di un ottimo equilibrio fra difesa e attacco, nonché di un ottimo portiere.
- Argentina: i suoi giocatori possiedono ottime caratteristiche in tutte le aree, specialmente quella legata alla rapidità: in particolare, uno di loro è anche il giocatore migliore del gioco, chiaramente ispirato a Diego Armando Maradona.
- Germania: le ottime doti in tutti e tre i settori (specialmente in attacco) consentono alla squadra di avere la valutazione più alta dell'intero gioco e, quindi, di essere l'avversario più temibile del torneo, se non si conta il team Nintendo.
- Nintendo All-Stars: è il team speciale affrontato nella sfida finale della modalità "Torneo". La difficoltà della partita è data dalle abilità dei giocatori stessi, dato che ciascuno di loro raggiunge il valore massimo (15), o addirittura lo eccede, in almeno una delle tre aree chiave. Normalmente questa squadra non è selezionabile dai giocatori umani: tuttavia, nel caso in cui si giochi una partita singola in multiplayer, il secondo giocatore può attivare la squadra per sé mentre si trova nel menu di selezione, tenendo premuto il pulsante START e poi premendo B.

## Curiosità
- In modo simile a giochi precedenti per le console della casa nipponica, fra cui Nintendo World Cup (1990), i contrasti difensivi possono essere effettuati in due modi differenti: con i tackle scivolati o con le spallate. Tuttavia, a differenza del gioco appena citato, in Super Soccer entrambi gli interventi (e in particolar modo le spallate) possono costituire dei falli, anche sanzionabili con dei cartellini, nonché provocare infortuni all'avversario colpito.
- Contrariamente alla maggior parte dei videogiochi di calcio, in cui si controllano i movimenti di un giocatore per volta, nelle partite di Super Soccer i movimenti di due o tre calciatori per volta della stessa squadra (se abbastanza vicini) sono spesso sincronizzati: ciò vale anche per i tackle, i colpi di testa e i tiri al volo.
- Anche se i calciatori del gioco hanno generalmente nomi fittizi, alcuni di essi riproducono sia nell'aspetto, sia negli attributi tecnici calciatori reali dell'epoca: la lista delle possibili ispirazioni include i tedeschi Lothar Matthäus e Rudi Völler, l'argentino Diego Armando Maradona, gli inglesi Paul Gascoigne e Gary Lineker, i camerunensi Roger Milla e François Omam-Biyik, il romeno Gheorghe Hagi, l'irlandese Pat Bonner e il colombiano René Higuita.[5]
- Nella versione originale del gioco, la Francia è l'unica squadra ad essere riportata con il nome sbagliato, in quanto era stato erroneamente inserito l'aggettivo ("French", cioè il corrispondente inglese di "francese") al posto del nome ("France").